# Madger Gomes
Madger Antonio Gomes Ajú (Alicante, Comunidad Valenciana, España; 1 de febrero de 1997) es un futbolista español. Juega de centrocampista en el Fursan Hispania de la División 1 de EAU.

## Trayectoria
El 20 de junio de 2019, Gomes fichó por el Doncaster Rovers de Inglaterra.

## Selección nacional
Gomes representó a España en categorías juveniles. Él además es elegible para jugar por la selección de Guinea-Bisáu.

## Clubes
Fuente:Soccerway.
| Club                          | País       | Año           |
| ----------------------------- | ---------- | ------------- |
| Villarreal Club de Fútbol "B" | España     | 2013          |
| Leeds United                  | Inglaterra | 2017-2018     |
| FC Sochaux                    | Francia    | 2018          |
| NK Istra 1961                 | Croacia    | 2019          |
| Doncaster Rovers              | Inglaterra | 2019-2021     |
| Crewe Alexandra               | Inglaterra | 2021-2022     |
| Fursan Hispania               | EAU        | 2022-presente |